# Comuna Krînîciuvatka, Ustînivka
Krînîciuvatka (în ucraineană Криничуватка) este o comună în raionul Ustînivka, regiunea Kirovohrad, Ucraina, formată din satele Berezuvatka și Krînîciuvatka (reședința).

## Demografie
Componența lingvistică a comunei Krînîciuvatka
     Ucraineană (94,8%)
     Rusă (3,76%)
     Belarusă (1,06%)
     Alte limbi (0,39%)
Conform recensământului din 2001, majoritatea populației comunei Krînîciuvatka era vorbitoare de ucraineană (94,8%), existând în minoritate și vorbitori de rusă (3,76%) și belarusă (1,06%).